# Agostino Zampini
Agostino Zampini OESA (* 22. August 1858 in Florenz; † 6. Juni 1937 in der Vatikanstadt) war ein italienischer Geistlicher, Titularbischof von Porphyreon, Sakristan des Apostolischen Palastes und Generalvikar Seiner Heiligkeit für die Vatikanstadt.

## Leben
Er trat am 2. Februar 1880 in die Ordensgemeinschaft der Augustiner-Eremiten ein und legte am 12. Februar 1881 die Profess ab. Die Priesterweihe empfing er am 12. April 1884. Von 1884 bis 1894 wirkte er an der Kirche Santa Maria in Selva di Borgo in Buggiano, danach in Rom an der Kirche Santa Monica. Von 1895 bis 1901 war er Sekretär seines Ordens, später Prior von Sant’Agostino in Rom. 1907 wurde er zum Provinzial des Ordens in der Toskana gewählt.
Am 6. Dezember 1910 wurde Agostino Zampini zum Titularbischof von Porphyreon und zum Sakristan des Apostolischen Palastes sowie zum Generalvikar des Papstes für die Vatikanstadt ernannt. Die Bischofsweihe spendete ihm am 6. Januar 1911 in der Kirche Sant’Agostino Kardinal Rafael Merry del Val y Zulueta; Mitkonsekratoren waren Pietro Alfonso Jorio (Iorio), ehemaliger Erzbischof von Tarent, und Bischof Pietro La Fontaine.
Agostino Zampini starb am 6. Juni 1937 im Apostolischen Palast.